# 5431 Maxinehelin
5431 Maxinehelin (1988 MB) là một tiểu hành tinh vành đai chính được phát hiện ngày 19 tháng 6 năm 1988 bởi E. F. Helin ở Palomar.